# Ivan od Antiohije
Ivan od Antiohije (fl. 431.) bio je patrijarh Antiohije od 429. do 441. godine. Poznat je po tome što je u vrijeme izbijanja nestorijanskog spora svog prijatelja Nestorija, arhiepiskopa Konstantinopola, nastojao pomiriti s Ćirilom patrijarhom Aleksandrije. Kada je godine 431. sazvan Prvi efeški Sabor na kome se spor trebao razriješiti, Ivan je na njega kasnio, što je Ćiril iskoristio te ga je započeo bez Ivana i njegovih pristalica. To je omogućilo da se Nestorijeva shvaćanja proglase heretičkim. Nekoliko dana kasnije, Ivan je sazvao protusabor na kome je rehabilitirao Nestorija i osudio Ćirila. Međutim, samo dvije godine kasnije Ivan se pomirio s Ćirilom, ali je zbog toga izgubio veliki broj svojih pristalica.